# Lill-Stensvattnet
Lill-Stensvattnet är en sjö i Sollefteå kommun och Strömsunds kommun i Ångermanland och ingår i Ångermanälvens huvudavrinningsområde. Sjön har en area på 0,0832 kvadratkilometer och ligger 222,3 meter över havet. Sjön avvattnas av vattendraget Östvattenbäcken.

## Delavrinningsområde
Lill-Stensvattnet ingår i det delavrinningsområde (707259-153834) som SMHI kallar för Ovan None. Medelhöjden är 250 meter över havet och ytan är 14,54 kvadratkilometer. Det finns inga avrinningsområden uppströms utan avrinningsområdet är högsta punkten. Östvattenbäcken som avvattnar avrinningsområdet har biflödesordning 3, vilket innebär att vattnet flödar genom totalt 3 vattendrag innan det når havet efter 121 kilometer. Avrinningsområdet består mestadels av skog (83 procent). Avrinningsområdet har 0,33 kvadratkilometer vattenytor vilket ger det en sjöprocent på 2,2 procent.